# Brouwerij De Kluis

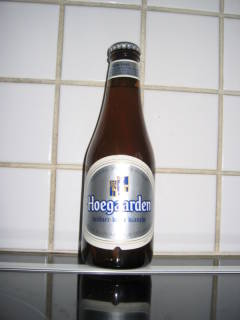
flesje Hoegaarden (witbier)

De brouwerij De Kluis is een Belgische bierbrouwerij, gevestigd in de Vlaamse gemeente Hoegaarden.
De brouwerij werd gesticht in 1966 door Pierre Celis, enkele jaren nadat de laatste ambachtelijke brouwer van Hoegaarden, Tomsin, de productie had gestaakt. Pierre Celis die de brouwersstiel bij Tomsin leerde, herbegon uit nostalgie op zijn hooizolder met een testbrouwsel. Jaar na jaar groeide de productie.
In de jaren tachtig investeerde Celis in de aankoop van Hougardia, een oude limonadefabriek en vormde deze om tot brouwerij. Een paar jaar later werd deze vestiging vernietigd door een brand. Dit ongeluk was de aanleiding voor de overname van de brouwerij door Interbrew, het huidige InBev. Met kapitaal van de Leuvense brouwer werden een aantal belendende panden aangekocht en werden de huidige gebouwen opgetrokken. Naast het Hoegaards Witbier brouwt De Kluis ook nog De Verboden Vrucht, Grand Cru, Julius en Das. In de winter komt daar nog de Hoegaarden Spéciale bij. Al deze bieren zijn ongefilterde witbieren. Tijdens de jaren zeventig brouwde men ook nog Bénédict, een bruin abdijbier.
Na de overname door Interbrew week Pierre Celis uit naar de Verenigde Staten, waar hij in Austin, Texas, met een nieuwe brouwerij, Celis Brewery, begon. Daar commercialiseerde hij onder andere de Celis White, die ook op de Belgische markt werd verdeeld. Na enige jaren, in 1998, werd ook deze brouwerij door het groot bierconcern Miller overgenomen en in 2000 gesloten. De merknamen van de Celis Brewery werden in 2002 door Miller aan de Michigan Brewing Company verkocht, die de merken in 2002 herintroduceerde op de Amerikaanse markt.
Op 30 november 2005 maakte InBev in een persbericht bekend dat alle brouwactiviteiten van Hoegaarden verplaatst zouden worden naar Jupille. Van de 97 banen die er waren, zouden er 59 geschrapt gaan worden. Ten gevolge hiervan riep het gemeentebestuur van Hoegaarden op tot een stille tocht op 10 december. Op 10 september 2007 besliste InBev echter dat Hoegaarden opnieuw in brouwerij De Kluis zou worden gebrouwen.